# إيفان دريفوس
إيفان دريفوس (بالألمانية: Ivan Dreyfus) (و. 1884 – 1975 م) هو لاعب كرة قدم، من سويسرا، ولد في أربيورغ، يلعب كحارس مرمى، توفي في نويي-سور-سين، عن عمر يناهز 91 عاماً.

## روابط خارجية
- إيفان دريفوس على موقع قاعدة بيانات كرة القدم.إي يو (الإنجليزية)
- إيفان دريفوس على موقع ناشيونال فوتبول تيمز (الإنجليزية)